# Napoleon Lodewijk Bonaparte
Napoleon Lodewijk Bonaparte (Frans: Napoléon Louis Bonaparte) (Parijs, 11 oktober 1804 – Forlì, 17 maart 1831) was de tweede zoon van koning Lodewijk Napoleon en Hortense de Beauharnais. In 1810 deed zijn vader ten gunste van hem troonafstand, maar keizer Napoleon Bonaparte honoreerde dat niet en zijn koningschap werd daardoor nooit formeel. 
Napoleon Lodewijk werd na de dood van zijn oudere broer Napoleon Karel in 1807 kroonprins. In 1809 benoemde zijn keizerlijke oom Napoleon Bonaparte hem, als opvolger van Joachim Murat, tot groothertog van Berg. Enige feitelijke macht was hieraan niet verbonden.
Toen Lodewijk Napoleon in 1810 aftrad naar aanleiding van een conflict met zijn broer Napoleon Bonaparte, benoemde hij Napoleon Lodewijk op 1 juli 1810 tot zijn opvolger. Zijn moeder Hortense trad op als regentes. De bedoeling van Napoleon Lodewijks troonsbestijging was het bewaren van de zelfstandigheid van Holland, maar Napoleon Bonaparte negeerde het besluit en annexeerde het land twaalf dagen later en liet de kleine Napoleon Lodewijk naar Frankrijk overbrengen.
Na Napoleons nederlaag in de Slag bij Leipzig werd het groothertogdom Berg op 1 december 1813 opgeheven en verloor Napoleon Lodewijk ook deze titel. Hij nam hierop de titel graaf van Flahaut aan. Een jaar later voerden zijn ouders een proces over de voogdij, dat door zijn vader werd gewonnen. Op 23 juli 1827 trad hij te Florence in het huwelijk met zijn nicht Charlotte Bonaparte, een dochter van zijn oom Jozef Bonaparte. Het huwelijk bleef kinderloos.
Napoleon Lodewijk nam in 1831 met zijn jongere broer Karel Lodewijk Napoleon deel aan een gewapende opstand tegen het pauselijk gezag in Italië. Hierbij overleed hij op 17 maart aan roodvonk. Hij ligt begraven in Saint-Leu-la-Forêt.

## Voorouders
| Voorouders van Napoleon Lodewijk Bonaparte | Voorouders van Napoleon Lodewijk Bonaparte                                  | Voorouders van Napoleon Lodewijk Bonaparte                                  | Voorouders van Napoleon Lodewijk Bonaparte                                    | Voorouders van Napoleon Lodewijk Bonaparte                                    | Voorouders van Napoleon Lodewijk Bonaparte                                      | Voorouders van Napoleon Lodewijk Bonaparte                                      | Voorouders van Napoleon Lodewijk Bonaparte                                                       | Voorouders van Napoleon Lodewijk Bonaparte                                                       |
| ------------------------------------------ | --------------------------------------------------------------------------- | --------------------------------------------------------------------------- | ----------------------------------------------------------------------------- | ----------------------------------------------------------------------------- | ------------------------------------------------------------------------------- | ------------------------------------------------------------------------------- | ------------------------------------------------------------------------------------------------ | ------------------------------------------------------------------------------------------------ |
| Overgrootouders                            | Giuseppe Maria Buonaparte 1713-1763) ∞ Maria Saveria Paravicini (1715-1750) | Giuseppe Maria Buonaparte 1713-1763) ∞ Maria Saveria Paravicini (1715-1750) | Giovanni Geronimo Ramolino (1723-1755) ∞ Angela Maria Pietrasanta (1725–1790) | Giovanni Geronimo Ramolino (1723-1755) ∞ Angela Maria Pietrasanta (1725–1790) | François de Beauharnais (1714-1800) ∞ Henriette Pyvart de Chastullé (1722-1767) | François de Beauharnais (1714-1800) ∞ Henriette Pyvart de Chastullé (1722-1767) | Joseph-Gaspard Tascher de la Pagerie (1735-1790) ∞ Rose-Claire des Vergers de Sanois (1736-1807) | Joseph-Gaspard Tascher de la Pagerie (1735-1790) ∞ Rose-Claire des Vergers de Sanois (1736-1807) |
| Grootouders                                | Carlo Maria Buonaparte 1746-1785) ∞ Maria Laetitia Ramolino (1750-1836)     | Carlo Maria Buonaparte 1746-1785) ∞ Maria Laetitia Ramolino (1750-1836)     | Carlo Maria Buonaparte 1746-1785) ∞ Maria Laetitia Ramolino (1750-1836)       | Carlo Maria Buonaparte 1746-1785) ∞ Maria Laetitia Ramolino (1750-1836)       | Alexandre de Beauharnais (1760-1794) ∞ Joséphine de Beauharnais (1763-1814)     | Alexandre de Beauharnais (1760-1794) ∞ Joséphine de Beauharnais (1763-1814)     | Alexandre de Beauharnais (1760-1794) ∞ Joséphine de Beauharnais (1763-1814)                      | Alexandre de Beauharnais (1760-1794) ∞ Joséphine de Beauharnais (1763-1814)                      |
| Ouders                                     | Lodewijk Napoleon (1778-1846) ∞ Hortense de Beauharnais (1783-1837)         | Lodewijk Napoleon (1778-1846) ∞ Hortense de Beauharnais (1783-1837)         | Lodewijk Napoleon (1778-1846) ∞ Hortense de Beauharnais (1783-1837)           | Lodewijk Napoleon (1778-1846) ∞ Hortense de Beauharnais (1783-1837)           | Lodewijk Napoleon (1778-1846) ∞ Hortense de Beauharnais (1783-1837)             | Lodewijk Napoleon (1778-1846) ∞ Hortense de Beauharnais (1783-1837)             | Lodewijk Napoleon (1778-1846) ∞ Hortense de Beauharnais (1783-1837)                              | Lodewijk Napoleon (1778-1846) ∞ Hortense de Beauharnais (1783-1837)                              |
| Napoleon Lodewijk Bonaparte (1804-1831)    |                                                                             |                                                                             |                                                                               |                                                                               |                                                                                 |                                                                                 |                                                                                                  |                                                                                                  |

- Bibliothèque nationale de France: cb15771729d (data)
- Biografisch Portaal: 16295753
- Gemeinsame Normdatei: 117618071
- International Standard Name Identifier: 0000 0000 2139 2788
- Library of Congress Control Number: nb2012016720
- Nederlandse Thesaurus van Auteursnamen: 308235177
- Parlement.com: vg9fgopuyrzn
- Réseau des bibliothèques de Suisse occidentale: 02-A009630057
- Istituto Centrale per il Catalogo Unico: SBNV086370
- SNAC: w68x7dsj
- Système universitaire de documentation: 145587304
- Virtual International Authority File: 47544420
- WorldCat: E39PBJfrPHtJFXhvfGXJ47YXVC